# Jules Demersseman
Jules Auguste Demersseman (né le 19 janvier 1833 et mort le 1er décembre 1866) est un compositeur et flûtiste français.

## Biographie
Demersseman est né à Hondschoote, dans le Nord, en France, près de la frontière belge. À 11 ans, il est l'élève de Jean-Louis Tulou au Conservatoire national de musique et de déclamation. Il gagne le premier prix à l'âge de 12 ans et rapidement devient un virtuose célèbre. Néanmoins, il n'obtient pas de poste de professeur car, influencé par son maître, il ne voulait pas se décider pour la flûte traversière moderne, créée par Theobald Boehm et introduite en France à cette époque par Louis Lot. Demersseman a seulement 33 ans quand il meurt à Paris, vraisemblablement de tuberculose.

## Œuvre
Demersseman a composé de nombreuses pièces pour son propre instrument, la flûte. La plus connue de ces pièces aujourd'hui est probablement le Solo de Concert, Op. 82 no 6. Ce morceau, aussi connu sous le nom de "Concerto italien", utilise une mélodie populaire napolitaine dans le mouvement central et se conclut avec une saltarelle. En dehors de ses œuvres pour flûte, on peut remarquer que Demersseman est un des premiers compositeurs français à écrire de la musique pour le saxophone, nouvellement développé, avec notamment une Fantaisie pour saxophone et piano.